# Gustav Adolfs distrikt (Västergötland)
Gustav Adolfs distrikt er et folkebogføringsdistrikt i Habo kommun, og det ligger i Västergötland og Jönköpings län i Sverige.
Distriktet ligger ved Vätterns vestbred og nord for Habo, der er kommunens hovedby.
Distriktet blev oprettet den 1. januar 2016, og det består af det tidligere Gustav Adolfs Sogn (Gustav Adolfs socken). Geografisk har området den samme udstrækning, som Gustav Adolfs Menighed (Gustav Adolfs församling) havde ved årsskiftet 1999/2000.

## Kirken
Indtil 1780 lå Fiskebäck Sogn (Fiskebäcks socken) mellem Habo og Bankeryd (i Jönköpings kommun).
Kirken havde en døbefont fra 1100-tallet. Ifølge sagnet var kirken bygget af en adelsdame, der var kommet i havsnød på Vättern. Fiskebäck Kirke brændte omkring 1623, men der blev opført en ny kirke på det samme sted.
Kirken blev renoveret i 1734 og flyttet til sit nuværende sted i 1780. Samtidigt skiftede kirken navn til Gustav Adolfs kirke. Det nuværende Fiskebäcks kapell blev indviet i 1939.
I 1780 blev Fiskebäck Sogn indlemmet i Habo Sogn. Samtidigt blev området nord for Habo selvstændigt under navnet Gustav Adolfs Sogn.

## Kommunal historie
Ved kommunalreformen i 1952 blev kommunerne Gustav Adolf og Habo lagt samman til storkommunen Habo. Brandstorps kommun kom samtidig til at indgå i storkommunen Fågelås.
Ved næste kommunalreform indgik Habo-Mullsjö i en såkaldt kommuneblok, men denne blev aldrig færdigdannet.
I 1973 blev Habo lagt sammen med Brandstorps församling (sogn) fra den opløste Fågelås kommun og dannede den nye Habo kommun.
Ved dannelsen af Västra Götalands län i 1998 blev kommunen og naboen Mullsjö overført fra Skaraborgs län til Jönköpings län, efter indbyggerne havde stemt for det i en vejledende folkeafstemning.

57°57′38″N 14°03′30″Ø / 57.96056°N 14.05833°Ø